# Tessah Andrianjafitrimová
Tessah Andrianjafitrimová (nepřechýleně: Andrianjafitrimo, * 11. října 1998 Montpellier) je francouzská profesionální tenistka malgašského původu. Ve své dosavadní kariéře na okruhu WTA Tour nevyhrála žádný turnaj. V rámci okruhu ITF získala šest titulů ve dvouhře a dva ve čtyřhře.
Na žebříčku WTA byla ve dvouhře nejvýše klasifikována v červnu 2022 na 139. místě a ve čtyřhře v červenci 2018 na 389. místě. Trénuje ji otec Teddy Andrianjafitrimo.

## Soukromý život
Narodila se roku 1998 v jihofrancouzském Montpellieru. V roce 2010 se přestěhovala do Nogaru. Má dva mladší sourozence. Malgašský otec Teddy Andrianjafitrimo hrál amatérsky tenis. Během kariéry vyhrál mistrovství Madagaskaru i Afriky. Kvůli nedostatečnému finančnímu zázemí však nevstoupil mezi profesionály a vydal se na trenérskou dráhu.
Tenis začala hrát v pěti letech. V roce 2014 se stala juniorskou mistryní Francie v kategorii 16letých.

## Tenisová kariéra
V rámci hlavních soutěží událostí okruhu ITF debutovala v prosinci 2013, když na turnaji v Šarm aš-Šajchu dotovaném 10 tisíci dolary postoupila z kvalifikace. V prvním kole dvouhry podlehla Češce Nině Holanové. Premiérový titul v této úrovni tenisu vybojovala během prosince 2015 na lagoském turnaji s rozpočtem 25 tisíc dolarů. Ve finále přehrála pátou nasazenou Slovinku Tadeju Majeričovou ze čtvrté světové stovky.
Na okruhu WTA Tour debutovala říjnovým BGL Luxembourg Open 2015 po zisku divoké karty. Na úvod nestačila na Němku Tatjanu Mariovou z osmé desítky žebříčku. O tři týdny později odehrála první soutěž v sérii WTA 125K na Open de Limoges 2015, kde ji vyřadila další zástupkyně německého tenisu Carina Witthöftová.
První start v hlavní soutěži nejvyšší grandslamové kategorie zaznamenala v ženském singlu French Open 2016, do něhož získala divokou kartu. V úvodním kole ji dvěma „kanáry“ deklasovala Číňanka Wang Čchiang. Na French Open 2017 pak nenašla recept na kanadskou kvalifikantku Françoise Abandovou. Rovněž srpnový TK Sparta Prague Open 2020 v sérii WTA 125K znamenal časné vyřazení v prvním kole s Rumunkou Jaqueline Cristianovou. V první fázi French Open 2022 podlehla světové osmičce Karolíně Plíškové, přestože získala úvodní set.

## Tituly na okruhu ITF
| Dotace turnajů okruhu ITF | Dotace turnajů okruhu ITF |
| ------------------------- | ------------------------- |
| 100 000 $ tournaments     | 80 000 $ tournaments      |
| 75 000 $ tournaments      | 60 000 $ tournaments      |
| 50 000 $ tournaments      | 25 000 $ tournaments      |
| 15 000 $ tournaments      | 10 000 $ tournaments      |

### Dvouhra (6 titulů)
| Č. | datum         | turnaj                       | povrch | poražená finalistka | výsledek           |
| -- | ------------- | ---------------------------- | ------ | ------------------- | ------------------ |
| 1. | prosinec 2015 | Lagos, Nigérie               | tvrdý  | Tadeja Majeričová   | 6–3, 5–7, 6–4      |
| 2. | srpen 2016    | Vinkovci, Chorvatsko         | antuka | Ivania Martinichová | 6–4, 6–1           |
| 3. | duben 2017    | Hammámet, Tunisko            | antuka | Camilla Scalová     | 6–2, 6–4           |
| 4. | červen 2019   | Périgueux, Francie           | antuka | Alice Raméová       | 6–7(5–7), 6–2, 6–2 |
| 5. | červen 2021   | Figueira da Foz, Portugalsko | tvrdý  | Jessika Ponchetová  | 6–7(3–7), 6–1, 6–0 |
| 6. | březen 2022   | Guayaquil, Ekvádor           | tvrdý  | Hanna Changová      | 6–3, 6–3           |

### Čtyřhra (2 titulů)
| Č. | datum         | turnaj                    | povrch | spoluhráčka              | poražené finalistky                        | výsledek         |
| -- | ------------- | ------------------------- | ------ | ------------------------ | ------------------------------------------ | ---------------- |
| 1. | prosinec 2014 | Džibuti, Džibutsko        | tvrdý  | Ašmitha Easwaramurthiová | Magali Kempenová Wang Si-jao               | 3–6, 6–1, [10–8] |
| 2. | únor 2015     | Marsá al-Qantáwí, Tunisko | tvrdý  | Anna Blinkovová          | Arabela Fernández Rabenerová Eva Wacannová | 6–4, 6–0         |